# Condensation de Claisen-Schmidt
Une condensation de Claisen-Schmidt est une réaction de chimie organique entre un aldéhyde aliphatique ou une cétone ayant un hydrogène α et un composé carbonylé aromatique dépourvu d'hydrogène α convertis sélectivement en composés carbonylés α,β-insaturés. Il s'agit d'une forme de crotonisation documentée indépendamment par Ludwig Claisen et J. Gustav Schmidt en 1881,. Dans une crotonisation croisée, on peut obtenir un mélange de plus de quatre produits de réaction par déprotonation des hydrogènes α de deux composés carbonylés différents, tandis qu'une condensation de Claisen-Schmidt permet de réduire de moitié le nombre de produits. Les aldéhydes étant plus réactifs que les cétones, la réaction se produit essentiellement entre la cétone déprotonée et l'aldéhyde. Cette réaction peut être réalisée dans un milieu aussi bien acide que basique.
La synthèse de la dibenzylidèneacétone est un exemple de condensation de Claisen-Schmidt.
On a documenté des condensations de Claisen-Schmidt avec rendements quantitatifs obtenus en l'absence de solvant et en utilisant de l'hydroxyde de sodium comme base avec des benzaldéhydes.